# Macrochaeta westheidei
Macrochaeta westheidei är en ringmaskart som beskrevs av Santos och da Silva 1993. Macrochaeta westheidei ingår i släktet Macrochaeta och familjen Acrocirridae. Inga underarter finns listade i Catalogue of Life.